# Lokichogio
Lockichogio, también conocida como Lokichoggio o Lokichokio y abreviada ocasionalmente como Locki es una localidad de Kenia, situada en el extremo noroeste del país, en el condado de Turkana, y a aproximadamente 30 km de la frontera con Sudán del Sur.
La localidad se encuentra comunicada por la carretera A1, una de las principales de la red viaria keniata, ya que recorre todo el oeste del país; y por un aeropuerto en el que operan vuelos de carácter local hacia otros aeropuertos keniatas y de Sudán del Sur. La cercanía con este país, en conflicto desde años, han hecho de la población un núcleo importante que concentra parte de la ayuda humanitaria destinada al mismo. Alberga oficinas de la ONU, la sede de alrededor de 49 ONG y un gran hospital ortopédico administrado por el CICR.